# Brünner Reichskonferenz
Die Brünner Reichskonferenz war ein Treffen österreichischer Sozialdemokraten in Brünn im Jahr 1934. 
Ende Dezember 1934 trafen sich in Brünn die führenden Sozialdemokraten aus Österreich, nachdem sie nach der blutigen Niederschlagung im Zuge des Februaraufstands durch das Dollfuß-Regime in die Illegalität gedrängt wurden. Die Parteiführer Otto Bauer, Haupttheoretiker des Austromarxismus, und Julius Deutsch waren zusammen mit weiteren Mitgliedern des Parteivorstands nach Brünn geflüchtet, wo das Auslandsbüro der österreichischen Sozialdemokratie installiert und das Parteiorgan Arbeiter-Zeitung gedruckt wurde.
Die Konferenz war gekennzeichnet von grundlegenden Differenzen zwischen zwei konkurrierenden Strömungen: den „Revolutionären Sozialisten“ unter Führung von Karl Hans Sailer und der „neuen Linken“ mit Josef Buttinger als Wortführer, die der Parteiführung Misstrauen entgegenbrachte. Während die „Revolutionären Sozialisten“ an der Idee einer Massenpartei festhielten, plädierten Buttinger und dessen Mitstreiter für die Schaffung eines disziplinierten Kaders als Vorhut einer anzustrebenden „Diktatur der Werktätigen“.
Der Republikanische Schutzbund als bewaffneter Arm der Partei schloss sich den Revolutionären Sozialisten an.
Gegensätzliche Positionen bestanden in der Frage des Verhältnisses zu den Kommunisten. Die Teilnehmer der Brünner Reichskonferenz entschieden sich mehrheitlich gegen die Bildung einer gemeinsamen Kampffront mit den Kommunisten und optierten dafür, von Fall zu Fall Sonderabkommen zu schließen.
Zahlreiche Parteimitglieder wurden in der Folge in Österreich verhaftet, wie Bruno Kreisky und beim Sozialistenprozess im Jänner 1936 zu Haftstrafen verurteilt. Auch Franz Jonas wurde damals verhaftet, jedoch mangels Beweise freigesprochen.